# Guy Rathbone
Pour les articles homonymes, voir Rathbone.
Guy Rathbone est un acteur britannique, né le 29 mai 1884 à Liverpool et mort le 21 avril 1916 à Kut, en Irak.

## Biographie
Enrôlé dans le Gloucestershire Regiment lors de la Première Guerre mondiale, il participe à la campagne de Mésopotamie et meurt lors du siège de Kut-el-Amara. Il est inhumé à Bassorah,,.
Membre de la famille Rathbone (en), il est apparenté à l'acteur Basil Rathbone et à l'homme politique John Rathbone.

## Filmographie sélective
- 1911 : Julius Caesar de Frank R. Benson (en)
- 1911 : Macbeth de Will Barker